# Agnes Howard, Duquesa de Norfolk
Agnes Howard (pré-nome: Tilney) (1477 – Maio de 1545) foi a segunda esposa de Tomás Howard, 2.º Duque de Norfolk. Duas rainhas da corte de Henrique VIII, Ana Bolena e Catarina Howard, foram suas enteadas-netas. Catarina Howard foi colocada após a morte de sua mãe sob os cuidados da duquesa, sendo que a tutela descuidada dela fez com que Catarina cometesse atos sexualmente indiscretos que levaram-na a ser executada enquanto era rainha.
O irmão de Agnes, Sir Philip Tilney de Shelley (morto em 1533), foi o avô paterno de Edmund Tilney, serviçal da Rainha Isabel e do Rei Jaime. A mãe de Edmund Tilney, Malyn, teve relação com o escândalo que resultou na queda da Rainha Catarina.